# Prefectura de Guéra
Guéra fue una de las 14 prefecturas de Chad. Su capital era Mongo. Ubicada en el sur del país, Guéra cubría un área de 58 950 kilómetros cuadrados y tenía una población de 306 253 en 1993, de los cuales 263 843 eran sedentarios (rural: 219 884; urbano: 43 959) y 42 810 eran nómadas. Los grupos etnolingüísticos predominantes fueron los hadjarai (66,18%) y los árabes (21,11%).
Se encontraba dividida en las subprefecturas de Bitkine, Mangalmé, Melfi y Mongo.